# 长阳十大功劳
长阳十大功劳（学名：Mahonia sheridaniana）是小檗科十大功劳属的植物，为中国的特有植物。分布在中国大陆的四川、湖北等地，生长于海拔1,200米至2,600米的地区，常生于常绿阔叶林、路边、竹林、灌丛中和山坡，目前尚未由人工引种栽培。